# ソリアーノ・ネル・チミーノ
ソリアーノ・ネル・チミーノ（伊: Soriano nel Cimino）は、イタリア共和国ラツィオ州ヴィテルボ県にある、人口約7,900人の基礎自治体（コムーネ）。

## 地理

### 位置・広がり
ヴィテルボ県東部のコムーネ。県都ヴィテルボから東へ11kmの距離にある。

#### 隣接コムーネ
隣接するコムーネは以下の通り。
- バッサーノ・イン・テヴェリーナ
- ボマルツォ
- カネピーナ
- ヴァッレラーノ
- ヴァザネッロ
- ヴィニャネッロ
- ヴィテルボ
- ヴィトルキアーノ

### 気候分類・地震分類
ソリアーノ・ネル・チミーノにおけるイタリアの気候分類 (it) および度日は、zona E, 2272 GGである。
また、イタリアの地震リスク階級 (it) では、zona 2B (sismicità media) に分類される。